# Houx (België)
Houx is een plaats en deelgemeente van de Belgische gemeente Yvoir. Houx ligt in de provincie Namen en was tot zijn aanhechting bij Yvoir in 1965 een zelfstandige gemeente. In de Maas ligt even stroomopwaarts van het dorp het gelijknamige eiland.
Het kasteel Poilvache is een middeleeuwse kasteelruïne in Houx.

## Demografische ontwikkeling
- Bronnen:NIS, Opm:1831 tot en met 1970=volkstellingen

Deelgemeenten: Dorinne · Durnal · Évrehailles · Godinne · Houx · Mont · Purnode · Spontin · Yvoir

Overige kernen: Bauche · Chansin · Herbefays

Belgische gemeenten · arrondissement Dinant · provincie Namen · Wallonië